# 洛西郵便局
洛西郵便局（らくさいゆうびんきょく）は、京都府京都市西京区にある郵便局。民営化前の分類では集配普通郵便局であった。

## 概要
住所：〒610-1199 京都府京都市西京区大原野東境谷町2-3

## 沿革
- 1929年（昭和4年）8月16日 - 大原野村（）郵便取扱所として設置。
- 1936年（昭和11年）1月 - 大原野郵便局となる。
- 1966年（昭和41年）8月28日 - 電話の加入および料金に関する簡易な事務を除く電話交換業務を京都市外電話局に、和文電報配達業務を京都西山電報電話局にそれぞれ移管[1]。
- 1981年（昭和56年）3月9日 - 西京区大原野灰方町から同区大原野東境谷町二丁目に移転。
- 1983年（昭和58年）10月1日 - 特定郵便局から普通郵便局に局種別改定。
- 1996年（平成8年）7月1日 - 洛西郵便局に改称。
- 1998年（平成10年）9月1日 - 外国通貨の両替および旅行小切手の売買に関する業務取扱を開始。
- 2007年（平成19年）10月1日 - 民営化に伴い、併設された郵便事業洛西支店に一部業務を移管。
- 2012年（平成24年）10月1日 - 日本郵便株式会社の発足に伴い、郵便事業洛西支店を洛西郵便局に統合。

## 取扱内容
- 郵便、印紙、ゆうパック、内容証明
- 貯金、為替、振替、振込、国際送金、外貨両替・トラベラーズチェック、国債、投資信託
- 生命保険、バイク自賠責保険、自動車保険
- 地方公共団体事務（京都市地下鉄バス利用券の交付）
- ゆうちょ銀行ATM
- 「610-11xx」区域（京都市西京区内の一部地域（洛西地区））の集配業務
- ゆうゆう窓口

## 周辺
- 洛西ニュータウン
- 洛西センタービル
- 洛西バスターミナル
- ラクセーヌ
- 京都市西京区役所洛西支所
- 小畑川

## アクセス
- 京都市バス、阪急バス、京阪京都交通で洛西バスターミナルまたは境谷大橋で下車（※ヤサカバスは洛西バスターミナルに乗り入れない）。
- 京都縦貫自動車道 沓掛ICから南東へ約2.5km
- 駐車場あり：10台